# Tecno (automobilismo)
La Tecno è stata una scuderia automobilistica italiana. Fondata dai fratelli Pederzani, già costruttori di kart con la Tecnokart, il team corse in varie categoria tra cui Formula 3, Formula 2 e Formula 1.

## Storia

### Formule minori

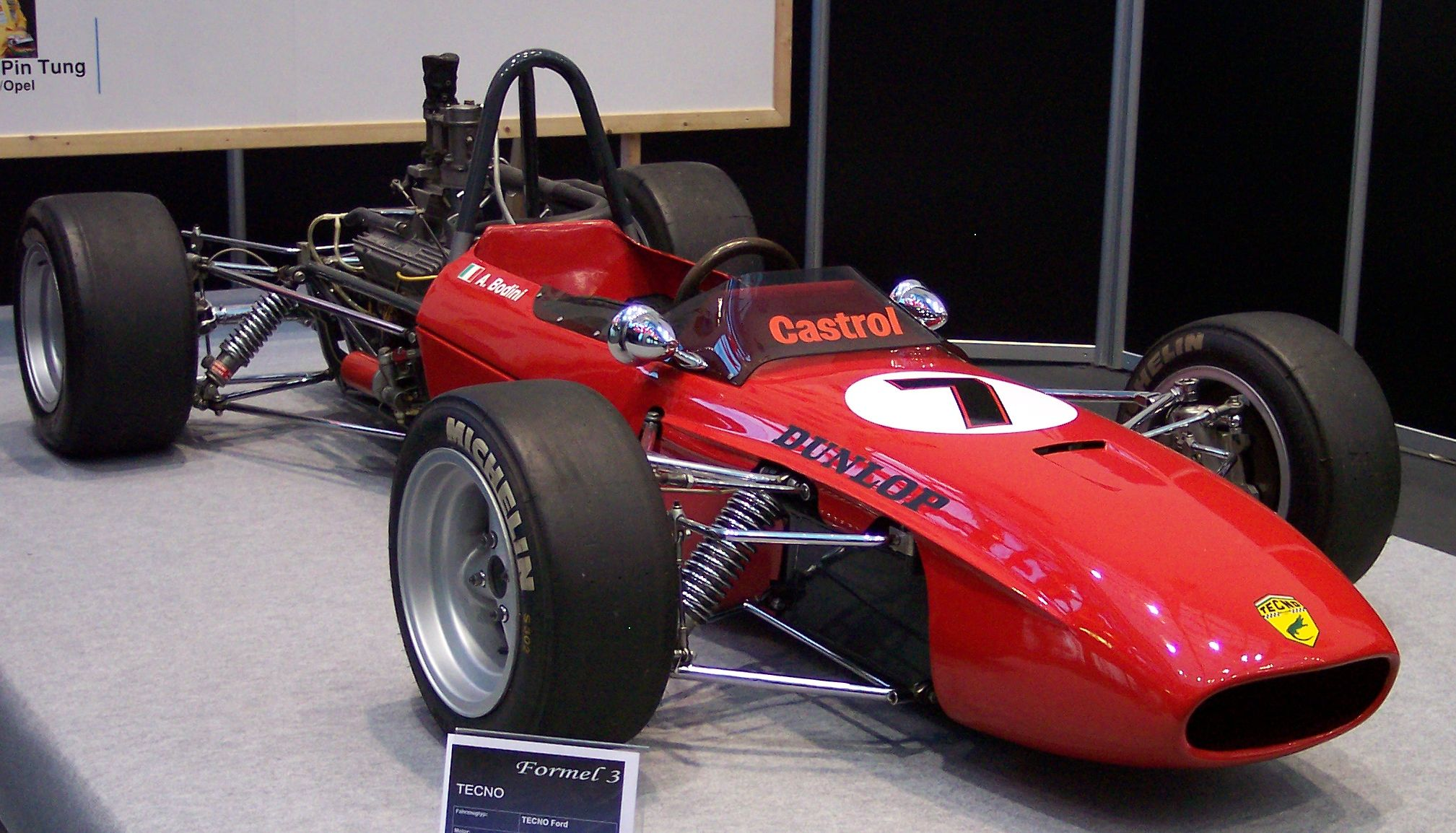
Una Tecno impiegata nel campionato di F3

Nel 1966 la Tecno fece il debutto in Formula 3. Dopo due anni, nel 1968, arrivò la conquista del primo titolo nel campionato, a cui ne seguirono altri tre, fino al 1971.
Contemporaneamente, la scuderia gareggiò pure in Formula 2. Nel 1968, Clay Regazzoni, pilota di punta, ottenne due podi e concluse il campionato al settimo posto. L'anno seguente corsero per il team pure François Cevert, che concluse terzo nella classifica finale con una vittoria, la prima per la Tecno, e Nanni Galli. Avvenne pure l'esordio (con una Formula 2, dal momento che il regolamento dell'epoca lo consentiva) al Gran Premio di Germania di Formula 1 del 1969, con al volante il pilota francese. Nel 1970 Regazzoni portò poi la scuderia alla vittoria nel campionato europeo di Formula 2.

### Formula 1

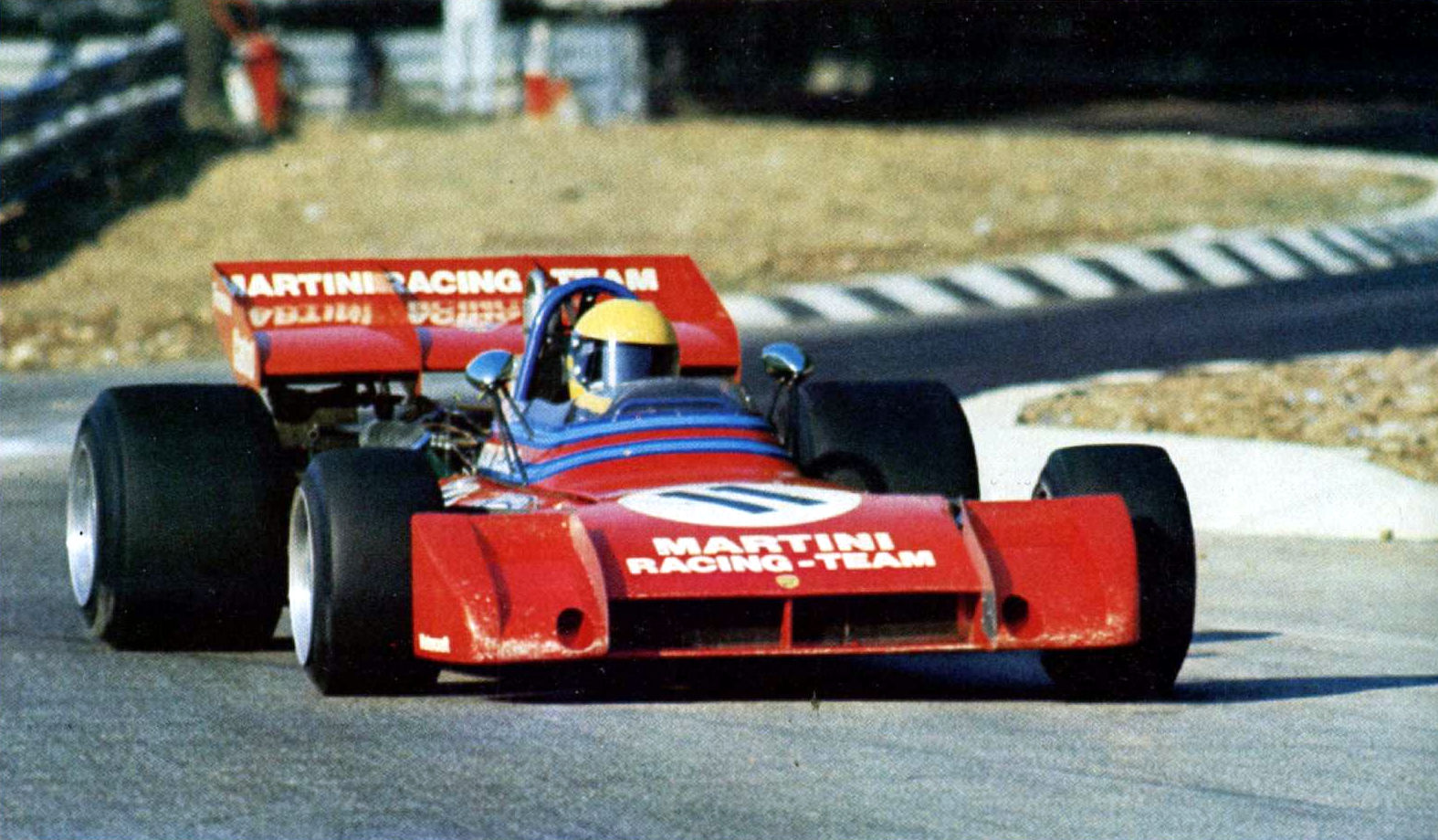
Nanni Galli su Tecno del Martini Racing al Gran Premio d'Italia 1972

L'esordio vero e proprio in Formula 1 avvenne nel 1972 al Gran Premio del Belgio con Nanni Galli alla guida. La vettura, denominata PA123/3 e sponsorizzata dal Martini Racing, montava un motore a 12 cilindri contrapposti (detto anche a V di 180° ) costruito dalla stessa scuderia. La stagione fu poco positiva, tanto che solo nel Gran Premio d'Austria la vettura chiuse a nove giri dal vincitore, senza essere classificata.
Nel 1973 Chris Amon giunse sesto nel Gran Premio del Belgio, regalando alla scuderia il primo e unico punto nella sua storia in Formula 1. Seguirono però delle traversie nei rapporti tra lo sponsor Martini e il team. Venne infatti imposto ai fratelli Pederzani l'uso di una vettura progettata in Inghilterra al posto di quella usata sino ad allora. Monoposto che si rivelò ancora meno competitiva. Ancor prima del termine della stagione il ritiro dei finanziamenti dello sponsor Martini segnerà la fine della scuderia.

## Titoli
- 1 Campionato europeo di Formula 2: con Clay Regazzoni (1970).
- 4 Campionato Italiano Formula 3: con  Franco Bernabeidal (1968), Gian Luigi Picchi (1969), Giovanni Salvati (1970) e  Giancarlo Naddeo (1971).
- 3 Campionato Francese di Formula 3: con François Cevert (1968), François Mazet (1969) e Jean-Pierre Jaussaud (1970).